# Hobart (Washington)
Hobart és una concentració de població designada pel cens dels Estats Units a l'estat de Washington. Segons el cens del 2000 tenia 6.251 habitants.

## Demografia
Segons el cens del 2000, Hobart tenia 6.251 habitants, 2.200 habitatges, i 1.766 famílies. La densitat de població era de 129,3 habitants per km².
Dels 2.200 habitatges en un 37,5% hi vivien nens de menys de 18 anys, en un 71,3% hi vivien parelles casades, en un 4,9% dones solteres, i en un 19,7% no eren unitats familiars. En el 14,7% dels habitatges hi vivien persones soles el 4,4% de les quals corresponia a persones de 65 anys o més que vivien soles. El nombre mitjà de persones vivint en cada habitatge era de 2,84 i el nombre mitjà de persones que vivien en cada família era de 3,15.
Per edats la població es repartia de la següent manera: un 27,2% tenia menys de 18 anys, un 6,2% entre 18 i 24, un 28,1% entre 25 i 44, un 30,4% de 45 a 60 i un 8,1% 65 anys o més.
L'edat mediana era de 40 anys. Per cada 100 dones de 18 o més anys hi havia 105,6 homes.
La renda mediana per habitatge era de 75.334 $ i la renda mediana per família de 80.127 $. Els homes tenien una renda mediana de 53.942 $ mentre que les dones 40.433 $. La renda per capita de la població era de 32.067 $. Aproximadament l'1,4% de les famílies i el 2,3% de la població estaven per davall del llindar de pobresa.

## Poblacions més properes
El següent diagrama mostra les poblacions més properes.